# 町端

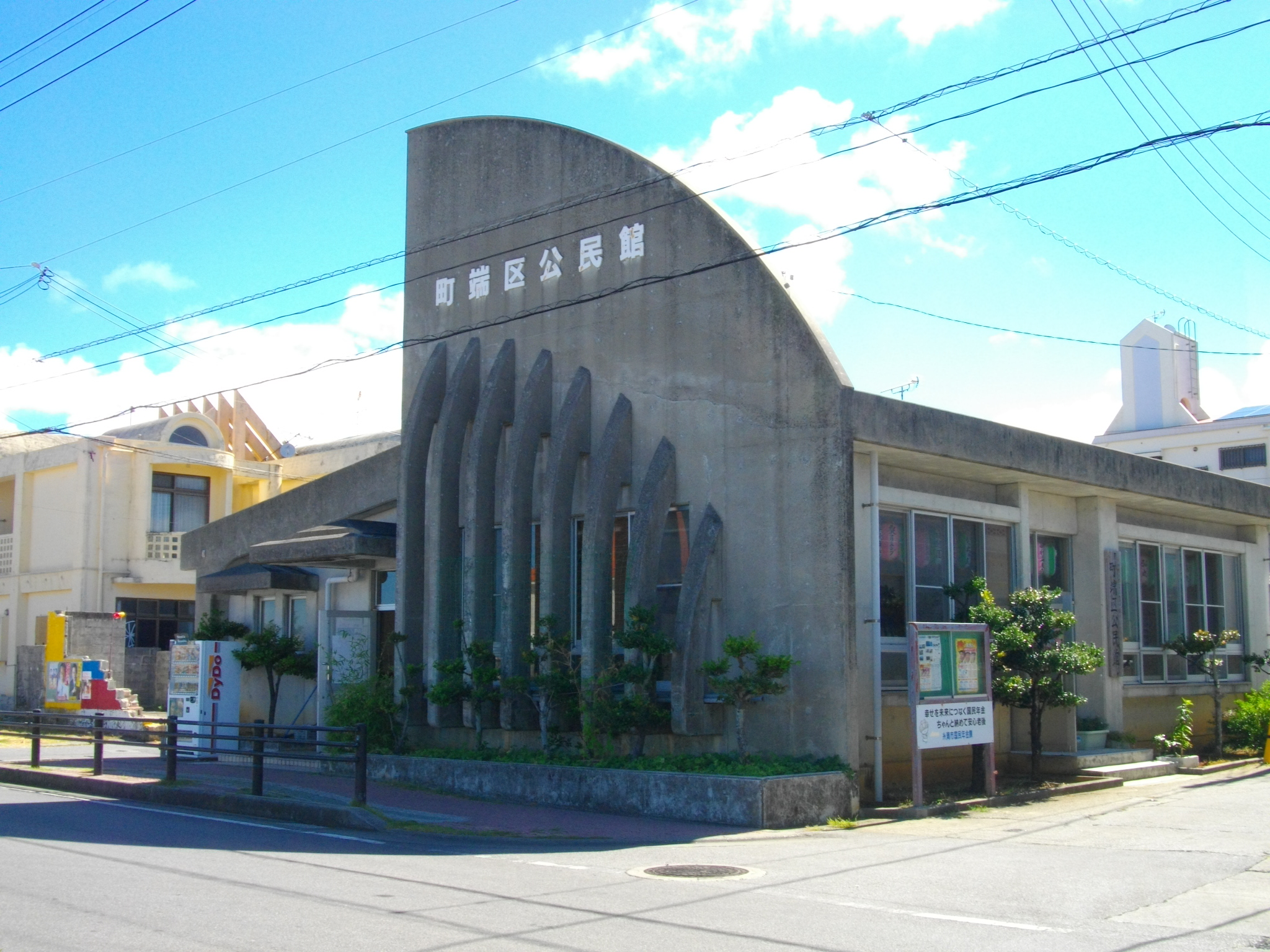
町端区公民館

町端（まちばた）は、沖縄県糸満市字糸満の行政区の一つ。8区と呼ぶこともある。

## 概要
字糸満のもっとも西に位置しており、沖縄県道77号糸満与那原線より北側および沖縄県道256号豊見城糸満線（旧国道331号）より西側を占めているが、糸満ロータリーの北東側の一部も占めている。
糸満ロータリーの北には山巓毛（さんてぃんもう）という小さな高台（標高約25メートル）があり東シナ海を一望できるほか、毎年旧暦5月4日（5月下旬-6月頃）に行われる糸満ハーレーでは1週間前からハーレーの鉦（かね）が早朝に打ち鳴らされる（このハーレーの鉦が鳴ると梅雨が明けるという慣わしだが、ハーレーが行われるのは梅雨の中盤-末期の間と毎年異なる）。
1960年代までは糸満漁港周辺と糸満ロータリー北側周辺のみの小さな集落ながら、海人（ウミンチュ）の町として沖縄の主な漁村の一つだった。復帰直前の1970年代初めに漁港西側が埋め立てられ当区が埋立地の北半分を占めるようになり（南半分は前端区）、面積が大幅に拡大した。そしてそれまで隣の新島区にあった役所などの公共機関がこの埋立地に移転し、市の中心部として発展してきた。しかし、復帰後に行われた市の大規模な埋め立て事業（西崎・潮崎町）で、これまで当区内にあった市役所・消防署・警察署・電報電話局の公共施設やパンや蒲鉾の食品工場が次々とこれらの埋立地に移転していき、市の中心部として次第に衰退していった。それでも古くからの海人の町は健在で、交通量の増加で糸満ロータリーが市の交通の要所だったが、2012年に区の西側に国道331号の沖縄西海岸道路糸満道路が全線開通すると同ロータリーを通過した（旧）国道の交通量は同道路へ移った。
ちなみに隣の当区公民館と西区公民館は同じ道路沿いにありわずか約200メートルくらいしか離れていない。

## 主要施設

### 現在ある主要施設
- 山巓毛（海抜25メートルの高台）
- 糸満漁港
  - 糸満漁業協同組合
- 糸満警察署町端交番
- 糸満バスターミナル

### かつてあった主要施設
- 糸満市役所（1971年に新島区から移転、2002年に潮崎町へ移転）
- 糸満警察署（1976年に西崎へ移転した後、2020年に新屋敷区へ再移転）
- 糸満市消防本部（1990年に大里へ移転）
- 糸満電報電話局（1989年にNTT糸満営業所へ改称、1999年のNTT再編に伴う業務集約で廃止）
- 沖縄銀行糸満支店（1981年に糸満ロータリーそばの斜め向かいの琉球銀行糸満支店跡[2]へ移転、さらに同店舗は2016年に潮崎町へ再移転[3]）

## 交通

### 道路
国道331号（沖縄西海岸道路糸満道路）が西側を通り、糸満ロータリーを中心に糸満道路開通前の旧国道331号である沖縄県道256号豊見城糸満線が南北に、沖縄県道77号糸満与那原線が東西に通っている。

### 路線バス
区の西端部に糸満バスターミナルがあり、琉球バス交通・沖縄バスが乗り入れており（那覇バスは真栄里に糸満営業所があるため乗り入れない）、那覇方面と市内各地（主に高嶺地域・三和地域）や南部戦跡方面の結節点でもある。
当区内には糸満市役所入口・糸満市場入口・糸満ロータリー・糸満西区の4か所のバス停があり、路線ごとに停車するバス停が異なる（糸満ロータリーバス停は県道77号側と県道256号（旧国道）側の各方面別に3か所あり、方向別に停車する場所が異なるため注意が必要）。
4か所のバス停すべてに停車する路線バス
- 81番・西崎向陽高校線（琉球バス交通）
- 89番・糸満（高良）線（琉球バス交通・沖縄バス）
- 107番&108番・南部循環線（琉球バス交通）[4]
- 189番・糸満空港線（琉球バス交通）

糸満西区を除く3か所のバス停に停車する路線バス
- 34番・糸満（東風平）線（沖縄バス）
- 35番・糸満（志多伯）線（沖縄バス）
- 36番・糸満～新里線（沖縄バス）
- 82番・玉泉洞糸満線（琉球バス交通）
- 200番・糸満おもろまち線（沖縄バス）
- 235番・志多伯おもろまち線（沖縄バス）
- 334番・国立劇場おきなわ線（沖縄バス）

糸満ロータリーのみ停車する路線バス
- 446番・那覇糸満線（那覇バス）[5]

## 隣接する地域
- 新島（字糸満内の行政区）
- 西（字糸満内の行政区）
- 上之平（字糸満内の行政区）
- 前端（字糸満内の行政区）
- 新川（字糸満内の行政区）
- 西川町
- 西崎